# DVD Talk
DVD Talkは、1999年にGeoffrey Kleinmanによって開設された、 ホームビデオに関するニュース&レビューサイトである。

## 歴史
1999年1月にオレゴン州ビーバートンで、G・Kleinmanがこのサイトを設立した。ニュースやレビューの他に、「イースターエッグ」と呼ばれるDVDの隠し機能に関する情報を掲載している。
2000年には、このフォーラムへの投稿がきっかけで、Amazon.comがダイナミック・プライシングの実践を停止する結果へと至った。
しかし、2007年に、サイトはInternet Brandsに売却された。

## 評価
オレゴニアン紙のShawn Levyは「一見の価値あり（worth a visit）」と評し、スター・トリビューン紙のRandy SalasはDVDの情報源として、このサイトを推薦した。一時は業界関係者がDVDタイトルへの関心を測るために利用したこともある。